# Siwki (rejon berezieński)
Siwki (ukr.  Сівки) – wieś na Ukrainie w rejonie berezieńskim obwodu rówieńskiego.

## Historia
Przed 1939 r. w II Rzeczypospolitej, parafia rzymskokatolicka św. WNMP w mieście Korzec.